# Distrikt Tapacocha
Der Distrikt Tapacocha liegt in der Provinz Recuay in der Region Ancash im Südwesten von Peru. Der Distrikt wurde am 5. März 1936 gegründet. Er hat eine Fläche von 78,2 km². Beim Zensus 2017 wurden 448 Einwohner gezählt. Im Jahr 1993 lag die Einwohnerzahl bei 661, im Jahr 2007 bei 525. Verwaltungssitz des Distriktes ist die 3608 m hoch gelegene Ortschaft Tapacocha mit 301 Einwohnern (Stand 2017). Tapacocha liegt knapp 35 km südsüdwestlich der Provinzhauptstadt Recuay.

## Geographische Lage
Der Distrikt Tapacocha liegt im Westen der Provinz Recuay. Er liegt an der Westflanke der Cordillera Negra. Entlang der nordöstlichen Distriktgrenze verläuft die Wasserscheide des Gebirges. Der Río Cotaparaco, ein Zufluss des Río Huarmey, fließt entlang der nordwestlichen Distriktgrenze nach Westen. Der Südosten des Distrikts wird über den Río Huayllapampa nach Süden zum Río Fortaleza hin entwässert.
Der Distrikt Tapacocha grenzt im äußersten Westen an den Distrikt Pararín, im Norden an den Distrikt Cotaparaco, im äußersten Nordosten an den Distrikt Cátac, im Südosten an den Distrikt Huayllapampa sowie im Südwesten an den Distrikt Llacllín.